# العلاقات الأوزبكستانية الكمبودية
العلاقات الأوزبكستانية الكمبودية هي العلاقات الثنائية التي تجمع بين أوزبكستان وكمبوديا.

## مقارنة بين البلدين
هذه مقارنة عامة ومرجعية للدولتين:
| وجه المقارنة                                              | أوزبكستان       | كمبوديا                   |
| --------------------------------------------------------- | --------------- | ------------------------- |
| المساحة (كم2)                                             | 448.98 ألف      | 181.03 ألف                |
| عدد السكان (نسمة)                                         | 32.39 مليون     | 16.01 مليون               |
| الكثافة السكانية (ن./كم²)                                 | 72.14           | 88.44                     |
| العاصمة                                                   | طشقند           | بنوم بنه                  |
| اللغة الرسمية                                             | اللغة الأوزبكية | اللغة الخميرية            |
| العملة                                                    | سوم أوزبكستاني  | ريال كمبودي، دولار أمريكي |
| الناتج المحلي الإجمالي (بليون دولار)                      | 48.72 مليار     | 22.16 مليار               |
| الناتج المحلي الإجمالي (تعادل القوة الشرائية) بليون دولار | 190.50 مليار    | 54.37 مليار               |
| الناتج المحلي الإجمالي الاسمي للفرد دولار أمريكي          | 2.13 ألف        | 1.16 ألف                  |
| الناتج المحلي الإجمالي للفرد دولار أمريكي                 | 5.57 ألف        | 3.26 ألف                  |
| مؤشر التنمية البشرية                                      | 0.675           | 0.555                     |
| رمز المكالمات الدولي                                      | +998            | +855                      |
| رمز الإنترنت                                              | .uz             | .kh                       |
| المنطقة الزمنية                                           | ت ع م+05:00     | ت ع م+07:00               |

## منظمات دولية مشتركة
يشترك البلدان في عضوية مجموعة من المنظمات الدولية، منها:
| علم المنظمة | اسم المنظمة                               | تاريخ انضمام أوزبكستان | تاريخ انضمام كمبوديا |
| ----------- | ----------------------------------------- | ---------------------- | -------------------- |
|             | وكالة ضمان الاستثمار متعدد الأطراف        | 4 نوفمبر 1993          | 1 ديسمبر 1999        |
|             | منظمة الشرطة الجنائية الدولية             | ?                      | ?                    |
|             | منظمة حظر الأسلحة الكيميائية              | ?                      | ?                    |
|             | الفريق المعني برصد الأرض                  | ?                      | ?                    |
|             | الأمم المتحدة                             | 2 مارس 1992            | 14 ديسمبر 1955       |
|             | مؤسسة التمويل الدولية                     | 30 سبتمبر 1993         | 26 مارس 1997         |
|             | يونسكو                                    | 26 أكتوبر 1993         | 3 يوليو 1951         |
|             | مؤسسة التنمية الدولية                     | 24 سبتمبر 1992         | 22 يوليو 1970        |
|             | بنك التنمية الآسيوي                       | 1995                   | 1966                 |
|             | البنك الدولي للإنشاء والتعمير             | 21 سبتمبر 1992         | 22 يوليو 1970        |
|             | المركز الدولي لتسوية المنازعات الاستشارية | 25 أغسطس 1995          | 19 يناير 2005        |
|             | الاتحاد البريدي العالمي                   | ?                      | ?                    |
|             | الاتحاد الدولي للاتصالات                  | 10 يوليو 1992          | 10 أبريل 1952        |

## وصلات خارجية
- موقع وزارة الخارجية الأوزبكستانية
- موقع وزارة الخارجية الكمبودية